# Michael Beasley
Michael Paul Beasley Jr. (nascido em 9 de janeiro de 1989) é um americano jogador de basquete profissional. Atualmente está sem clube.  
Ele jogou basquete universitário na Universidade Estadual do Kansas antes de se declarar para o Draft de 2008. Ele é considerado um dos melhores jogadores de basquete universitário dos anos 2000. Embora ele seja ambidestro, ele arremessa com a mão esquerda.

## Carreira no ensino médio
Enquanto crescia, Beasley jogou para uma das equipes da AAU de maior sucesso do país na época, o PG Jaguars. Beasley venceu vários campeonatos nacionais com esta equipe ao lado de Kevin Durant. Ele mais tarde passou no time de DC Assault, atuando ao lado de Nolan Smith e Chris Wright.
Beasley frequentou um total de seis colégios: Bowie High School em Bowie, Maryland, National Christian Academy em Fort Washington, Maryland, The Pendleton School em Bradenton, Flórida, Riverdale Baptist School em Upper Marlboro, Maryland, Oak Hill Academy em Mouth of Wilson, Virginia, e a Notre Dame Preparatory School em Fitchburg, Massachusetts. Como um colegial, ele teve uma média de 28 pontos e 16 rebotes por jogo.
Em 2006, Beasley foi eleito para a Segunda-Equipe Parade All-American e também foi chamado para a Seleção Estadunidense de Basquetebol Sub-18 de 2006 em 26 de junho de 2006. Beasley teve uma média de 13,8 pontos e 8.3 rebotes n Copa América Sub-18 de 2006 em San Antonio, Texas. 
No McDonald's All-American Boys Game de 2007, ele venceu o MVP depois de fazer 23 pontos e 12 rebotes.
A Rivals.com classificou Beasley como o melhor jogador colegial da classe de 2007.

## Carreira universitária

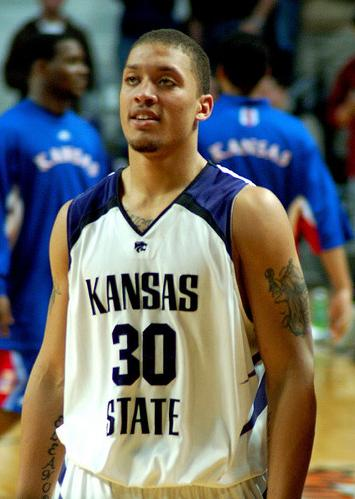
Beasley jogando pela Universidade do Kansas

Beasley começou seu primeiro ano na Universidade Estadual do Kansas no outono de 2007 e foi um dos jogadores mais dominantes do país. Seus 26,2 pontos (3º no pais) e 12,4 rebotes (1° no pais) foram os mais altos números de um jogador da Big-12. Seus 866 pontos e 408 rebotes ficaram em terceiro e segundo entre todos os calouros na história da NCAA. Ele também liderou a nação em duplos-duplos (28), jogos de 40 pontos (três), jogos de 30 pontos, jogos de 10 rebotes (13) e jogos de 20 pontos e 10 rebotes (22). Seus 28 duplos-duplos bateram o recorde de Carmelo Anthony em Syracuse em 2002-03. Em 23 de fevereiro de 2008, Beasley marcou um recorde de 44 pontos em uma derrota por 92-86 contra Baylor. (Esta marca foi igualada por Denis Clemente da Universidade Estadual do Kansas)
Beasley guiou os Wildcats para um recorde de 20-10 e um recorde de 10-6 na Big 12 Conference. Algumas das principais vitórias da conferência foram uma vitória em Oklahoma, uma vitória em casa contra Texas A&M e uma vitória contra o então invicto Kansas, marcando a primeira vez em quatro anos que o Kansas derrotou um time do Top 10 em casa. A vitória reforçou o que ele tinha feito antes da temporada: "Nós vamos derrotar Kansas em casa. Nós vamos vencê-los na casa deles. Nós vamos vencê-los na África. Onde quer que jogamos, vamos vencê-los."
Em 1º de março de 2008, sua bravata não se tornou realidade, já que a Universidade do Kansas venceu a partida de volta em Lawrence por 88-74, apesar de 39 pontos e 11 rebotes de Beasley. Com seu esforço de 33 pontos e 14 rebotes contra o Colorado em 4 de março, ele quebrou o recorde de duplos-duplos da Big 12 em uma temporada com seu 26º no ano. Ele é apenas o 27º jogador da história da Divisão I da NCAA a ter 26 ou mais duplos-duplos em uma temporada e o primeiro desde que Andrew Bogut (26), de Utah, o fez em 2004-2005.
Beasley liderou os Wildcats para um recorde de 10-6 em jogos da conferência, entrando como a 3° melhor campanha no Torneio da Big 12 de 2008 no Sprint Center em Kansas City, Missouri. Os Wildcats enfrentaram Texas A&M e perderam por 77-71 com Beasley fezendo 25 pontos e 9 rebotes. Os Wildcats ganharam uma vaga no Torneio da NCAA de 2008 na região Centro-Oeste. Eles venceram a Universidade do Sul da Califórnia com Beasley fezendo 23 pontos e 11 rebotes. No entanto, a equipe perdeu por 72-55 para Wisconsin na segunda rodada do torneio. Beasley fez 23 pontos e 13 rebotes, seu 28º e último double-double.
Em 14 de abril de 2008, Beasley anunciou que renunciaria aos últimos três anos de elegibilidade e entraria no Draft da NBA.

### Prêmios e honras
Beasley é um dos dois únicos jogadores da história da Universidade Estadual do Kansas a receber prêmios All-America da Associated Press. No geral, Beasley é o quinto jogador na história da universidade a ganhar reconhecimento para qualquer uma das três equipes All-America. 
Ele foi um dos 24 finalistas do Prêmio John R. Wooden e foi selecionado pelos eleitores para os 10 finalistas do Prêmio John R. Wooden de 2008. Ele seguiu Kevin Durant como o segundo calouro de destaque consecutivo para ganhar os prêmios de Jogador e Calouro do Ano da Big 12.
Beasley tornou-se o quarto jogador na história da universidade a ser eleito como o Jogador do Ano da Conferência e o primeiro desde o início da Big 12.
Ele foi nomeado o Calouro Nacional do Ano pela CBS Sports.com, Rivals.com, The Sporting News e pela Associação Nacional de Escritores de Basquete (USBWA). Ele também foi selecionado pra Primeira-Equipe All-American por numerosos canais, incluindo CBS Sports.com, Dick Vitale, ESPN.com, Rivals.com, Sports Illustrated, The Sporting News e Associação Nacional de Escritores de Basquete. Além disso, ele foi escolhido para a Primeira-Equipe de Calouros All-American pela CBS Sports.com e Rivals.com.
Além disso, ele foi nomeado um dos quatro finalistas do Prêmio Naismith de Jogador do Ano de 2008. Ele também foi um dos 10 finalistas para o Prêmio Oscar Robertson de Jogador do Ano.

## Carreira profissional

### Miami Heat (2008–2010)

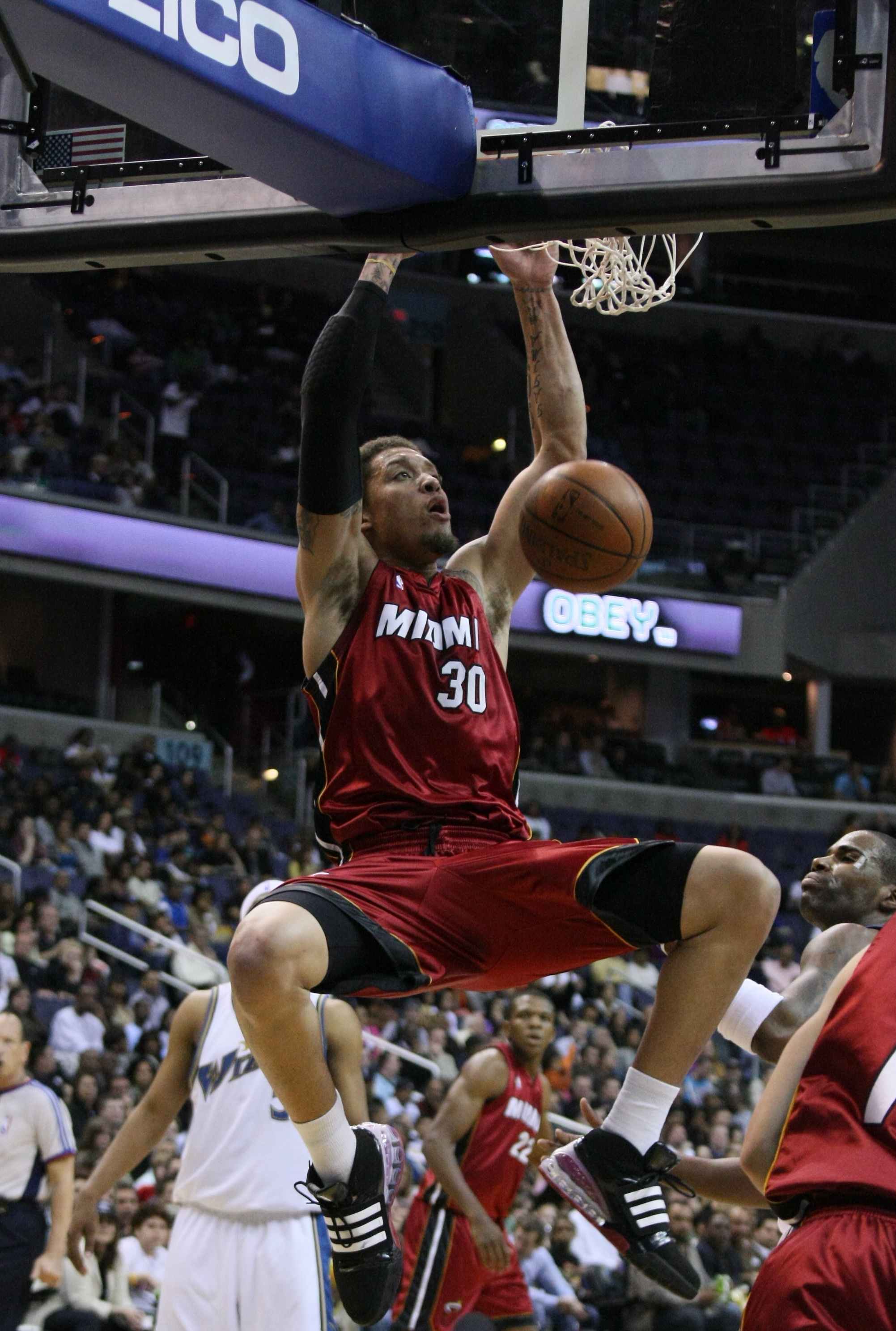
Beasley durante sua primeira passagem com os Heat

Em 26 de junho de 2008, Beasley foi selecionado pelo Miami Heat como a 2º escolha geral no Draft de 2008. Ele assinou contrato com o Heat em 2 de julho.
Em sua estréia na Summer League em 7 de julho, Beasley marcou 28 pontos, pegou 9 rebotes e teve 2 assistências em 23 minutos jogados. Ele ficou em segundo lugar na média de rebote e empatou em terceiro na média de pontuação na Summer League de 2008. Durante seu primeiro treino oficial com o Heat, ele foi acidentalmente atingido no peito com o cotovelo de um colega de equipe. Ele foi avaliado e voltou para os treinos um dia depois com hematomas no peito, mas só participou de exercícios sem contato. Ele estalou levemente o esterno e retomou os exercícios de contato dois dias depois.
Em seu primeiro jogo de pré-temporada, Beasley marcou 16 pontos contra o Detroit Pistons. Ele acompanhou essas atuações com 21 pontos e 7 rebotes, 12 pontos e 11 rebotes, 14 pontos e 6 rebotes, 19 pontos e nenhum rebote, 14 pontos e 3 rebotes, e 19 pontos e 9 rebotes. Na noite de abertura da temporada de 2008-09, Beasley marcou 9 pontos em uma derrota contra o New York Knicks. Ele registrou um total de dois dígitos nos próximos nove jogos seguidos, incluindo 25 pontos em uma derrota para o Charlotte em 1 de novembro.
Após a primeira eliminatória do Heat nos playoffs de 2009, foi relatado que Beasley, junto com seu companheiro Mario Chalmers, havia sido multado várias vezes durante toda a temporada por violações da política do time.
Durante a temporada de 2009-10, ele foi titular durante toda a temporada. Em 19 de fevereiro de 2010, ele levou o Heat à vitória sobre o Memphis Grizzlies, com 30 pontos, além de 8 rebotes. Na temporada, ele teve uma média de 14,8 pontos e 6,4 rebotes por jogo. Na derrota na primeira rodada dos playoffs para o Boston Celtics, as médias caíram para 10,4 pontos e 5,8 rebotes.

### Minnesota Timberwolves (2010–2012)
Em 12 de julho de 2010, Beasley foi negociado para o Minnesota Timberwolves em troca das escolhas de segunda rodadas dos Drafts de 2011 e 2014. Beasley foi negociado com o objetivo de liberar espaço salarial para Miami, permitindo que eles assinassem com os agentes livres LeBron James e Chris Bosh, além de assinarem novamente com Dwyane Wade.
Em 10 de novembro de 2010, ele levou os Timberwolves à vitória sobre o Sacramento Kings com 42 pontos, juntamente com 9 rebotes. Ele terminou a temporada com uma média de 19,2 pontos por jogo, que ficou entre os 20 melhores da liga. 
Na temporada de 2011-12, Beasley torceu o pé contra o Cleveland Cavaliers em 06 de janeiro de 2012, que o manteve fora por 11 jogos consecutivos. Pouco depois de ele voltar da lesão, ele levou os Timberwolves à vitória sobre o Houston Rockets com 34 pontos. Durante a temporada de 2011-12, ele teve uma média de 11,5 pontos por jogo.

### Phoenix Suns (2012–2013)
Em 20 de julho de 2012, Beasley assinou um contrato de US $ 18 milhões por três anos com o Phoenix Suns. Nessa época, ele decidiu treinar com o ex-bicampeão da NBA, Norm Nixon, para melhorar seu jogo. Em um jogo de 7 de novembro de 2012 contra o Charlotte Bobcats, Beasley marcou 21 pontos, pegou 15 rebotes e fez 7 assistências para ajudar os Suns a vencer por 117-110. Em 30 de janeiro de 2013, Beasley marcou 27 pontos com 27 rebotes e 5 roubos de bola para levar os Suns à vitória por 92-86 sobre o Los Angeles Lakers.
Em 3 de setembro de 2013, Beasley foi dispensado pelo Suns. A decisão veio logo depois que Beasley foi preso por suspeita de porte de maconha. Lon Babby, presidente de operações de basquete dos Suns, disse: "Nós trabalhamos duro para nos dedicar ao sucesso de Michael, mas temos que manter os padrões para construir uma cultura".

### Segunda passagem no Miami Heat (2013–2014)

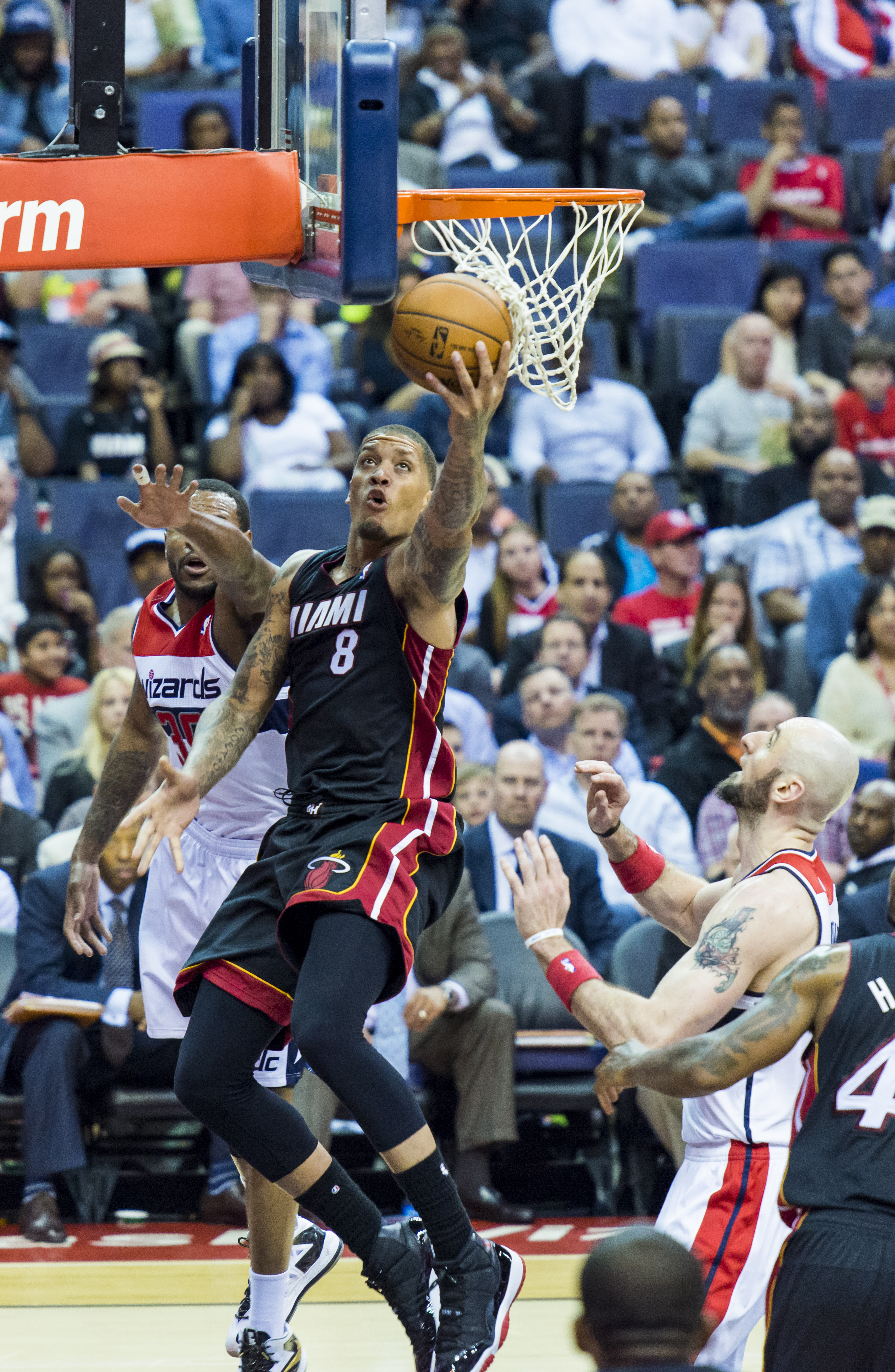
Beasley durante sua segunda passagem nos Heat, jogando contra o Washington Wizards em abril de 2014.

Em 11 de setembro de 2013, Beasley assinou com o Miami Heat.
O Heat chegou às finais da NBA pela quarta vez consecutiva em 2014, com Beasley fazendo sua primeira aparição nas finais do Jogo 5 da série contra o San Antonio Spurs. O Heat perdeu o Jogo 5 e a série, já que o Spurs venceu por 4-1.

### Xangai Sharks  (2014–2015)
Em 25 de setembro de 2014, Beasley assinou um contrato não garantido com o Memphis Grizzlies. No entanto, ele foi dispensado pelos Grizzlies em 9 de outubro. Naquele mesmo dia, ele assinou um contrato de um ano com o Shanghai Sharks da Chinese Basketball Association.
Durante o All-Star Game da CBA de 2015, Beasley saiu do banco para marcar 59 pontos, estabelecendo um recorde da CBA para mais pontos no All-Star Game da liga.
Apesar de médias de 28,6 pontos, 10,4 rebotes, 5,2 assistências e 1,9 roubos de bola em 37 jogos, Beasley não liderarou os Sharks para os playoffs do CBA, terminando em 12º com um recorde de 17-21.

### Terceira passagem no Miami Heat (2015)
Em 26 de fevereiro de 2015, Beasley assinou um contrato de 10 dias com o Miami Heat. No dia seguinte, ele fez seu retorno marcando sete pontos em uma derrota por 104-102 para o New Orleans Pelicans. Ele então assinou um segundo contrato de 10 dias com o Heat em 8 de março, e pelo resto da temporada em 18 de março.
Em 28 de junho de 2015, o Heat se recusou a usar a extensão e um contrato no valor de US $ 1,3 milhão, tornando-o um agente livre.

### Shandong Golden Stars (2015–2016)
Em 30 de setembro de 2015, Beasley assinou com o Shandong Golden Stars para a temporada de 2015-16 da CBA, retornando à China para um segundo período. Ele marcou 48 pontos na abertura da temporada e superou a marca com 49 pontos dez dias depois. Em 17 de janeiro de 2016, ele ganhou o Prêmio de MVP do All-Star Game da CBA pelo segundo ano consecutivo após registrar 63 pontos, 19 rebotes e 13 assistências.
Shandong se classificou para os playoffs de 2016, mas foram derrotados por 3-0 pelo Guangdong Southern Tigers na primeira rodada. Em 40 jogos no Shandong, Beasley marcou 31,9 pontos, 13,4 rebotes, 3,8 assistências, 2,0 roubos de bola e 1,3 bloqueios por jogo. Posteriormente foi nomeado o MVP Estrangeiro da temporada de 2015-16.

### Houston Rockets (2016)
Em 4 de março de 2016, Beasley assinou com o Houston Rockets.
Em seu terceiro jogo pelos Rockets, ele registrou 18 pontos e 8 rebotes em pouco menos de 15 minutos em uma vitória por 102-98 sobre o Boston Celtics. Em 19 de março, ele registrou 30 pontos e 9 rebotes em uma derrota por 109-97 para o Atlanta Hawks. Em 31 de março, ele registrou seu primeiro duplo-duplo da temporada com 20 pontos e 11 rebotes em uma derrota por 103-100 para o Chicago Bulls.
Beasley ajudou os Rockets a terminar a temporada regular como a oitava melhor campanha da Conferência Oeste com um recorde de 41-41. Eles acabaram sendo eliminados pelo Golden State Warriors nos playoffs.

### Milwaukee Bucks (2016–2017)
Em 22 de setembro de 2016, Beasley foi negociado com o Milwaukee Bucks em troca de Tyler Ennis.
Em 12 de novembro de 2016, ele marcou 19 pontos em uma vitória por 106-96 sobre o Memphis Grizzlies. Em 10 de janeiro de 2017, ele fez 28 pontos em uma vitória por 109-107 sobre o San Antonio Spurs.
Em 31 de março de 2017, ele retornou após perder 17 jogos com uma lesão no joelho esquerdo, marcando sete pontos em oito minutos em uma vitória por 108-105 sobre o Detroit Pistons.

### New York Knicks (2017 a 2018)
Em 8 de agosto de 2017, Beasley assinou com o New York Knicks.
Em 25 de novembro de 2017, ele teve 30 pontos sendo titular no lugar do lesionado Kristaps Porziņģis em uma derrota por 117-102 para o Houston Rockets. Em 16 de dezembro de 2017, mais uma vez sendo titular no lugar de Porziņģis, Beasley fez 30 pontos em uma vitória por 111-96 sobre o Oklahoma City Thunder. Em 21 de dezembro de 2017, ele marcou 28 de seus 32 pontos no segundo tempo da vitória sobre o Boston Celtics por 102-93.
Beasley tornou-se o primeiro jogador da NBA desde que os titulares entraram nas estatísticas na temporada de 1970-71 a sair do banco e ter pelo menos 32 pontos e 12 rebotes ao jogar 25 minutos ou menos. 
Em 10 de janeiro de 2018, ele registrou 26 pontos e 12 rebotes em uma derrota por 122-119 para o Chicago Bulls. Em 31 de março de 2018, ele teve 32 pontos em uma derrota por 115-109 para o Detroit Pistons.

### Los Angeles Lakers (2018-2019)
Em 23 de julho de 2018, Beasley assinou com o Los Angeles Lakers. Ele perdeu muitos jogos da primeira metade da temporada por estar com sua mãe doente.
Em 7 de fevereiro de 2019, Beasley e Ivica Zubac foram negociados para o Los Angeles Clippers em troca de Mike Muscala. Ele foi dispensado pelos Clippers dois dias depois.

### Guangdong Southern Tigers (2019)
Em 20 de fevereiro de 2019, Beasley assinou com o Guangdong Southern Tigers.

## Problemas fora de quadra
Em 3 de setembro de 2008, Beasley se envolveu em um incidente junto com Mario Chalmers e Darrell Arthur. A polícia chegou ao quarto de hotel de Chalmers e Arthur após um alarme de incêndio às 2 da manhã e alegou que a sala cheirava fortemente a maconha queimada, mas nada foi encontrado e nenhuma acusação foi registrada. Todos negaram posteriormente qualquer envolvimento com a maconha. A história foi posteriormente atualizada e qualquer menção a Beasley foi removida do artigo.
Em 18 de setembro de 2008, Beasley foi multado em US $ 50 mil pela liga por seu envolvimento no incidente depois que confessou aos oficiais da liga que havia saído quando a polícia chegou.
Em 24 de agosto de 2009, Beasley supostamente se registrou em um centro de reabilitação de Houston, poucos dias depois que ele postou fotos dele no Twitter com o que alguns especularam ser maconha no fundo. Não se sabe se a reabilitação estava relacionada com drogas; oficialmente ele estava recebendo aconselhamento para questões relacionadas ao estresse.
Em 26 de junho de 2011, Beasley estava dirigindo no subúrbio de Minnetonka, Minneapolis, quando foi parado por um policial por excesso de velocidade. O policial notou que o carro tinha um forte cheiro de maconha. O policial supostamente encontrou maconha em uma sacola plástica embaixo do banco do passageiro. No entanto, Beasley disse que a maconha não era dele, mas pertencia a um amigo que ele acabara de deixar. Ele foi consequentemente multado.
Em agosto de 2011, Beasley estava em uma turnê de streetball em Nova York com o amigo Kevin Durant quando ele entrou em uma briga com um interlocutor o empurrando no processo.
Em 6 de agosto de 2013, Beasley foi preso por suspeita de porte de maconha em Scottsdale, Arizona. De acordo com relatos da polícia, os narcóticos foram confiscados do carro de Beasley depois que ele foi parado por uma infração de trânsito. Essa prisão foi um fator na dispensa de Beasley dos Suns um mês depois.
Em setembro de 2014, um caso de agressão sexual de janeiro de 2013 envolvendo Beasley foi cancelado depois que nenhuma causa provável foi estabelecida.

## Estatística na NBA

### Temporada Regular
| Ano      | Time        | PJ  | MPJ  | AP   | 3P   | LL   | RT  | AS  | BR  | TO | PPJ  |
| -------- | ----------- | --- | ---- | ---- | ---- | ---- | --- | --- | --- | -- | ---- |
| 2008–09  | Miami       | 81  | 24.8 | .472 | .407 | .772 | 5.4 | 1.0 | .5  | .5 | 13.9 |
| 2009–10  | Miami       | 78  | 29.8 | .450 | .275 | .800 | 6.4 | 1.3 | 1.0 | .6 | 14.8 |
| 2010–11  | Minnesota   | 73  | 32.3 | .450 | .366 | .753 | 5.6 | 2.2 | .7  | .7 | 19.2 |
| 2011–12  | Minnesota   | 47  | 23.1 | .445 | .376 | .642 | 4.4 | 1.0 | .4  | .4 | 11.5 |
| 2012–13  | Phoenix     | 75  | 20.7 | .405 | .313 | .746 | 3.8 | 1.5 | .4  | .5 | 10.1 |
| 2013–14  | Miami       | 55  | 15.1 | .499 | .389 | .772 | 3.1 | .7  | .4  | .4 | 7.9  |
| 2014–15  | Miami       | 24  | 21.0 | .434 | .235 | .769 | 3.7 | 1.3 | .6  | .5 | 8.8  |
| 2015–16  | Houston     | 20  | 18.2 | .522 | .333 | .776 | 4.9 | .8  | .6  | .5 | 12.8 |
| 2016–17  | Milwaukee   | 56  | 16.7 | .533 | .419 | .743 | 3.4 | .9  | .5  | .5 | 9.4  |
| 2017–18  | New York    | 74  | 22.3 | .507 | .395 | .780 | 5.6 | 1.7 | .5  | .6 | 13.2 |
| 2018–19  | L.A. Lakers | 26  | 10.7 | .490 | .176 | .718 | 2.3 | 1.0 | .3  | .4 | 7.0  |
| Carreira | Carreira    | 609 | 22.8 | .465 | .349 | .759 | 4.7 | 1.3 | .6  | .5 | 12.4 |

### Playoffs
| Ano      | Equipe  | PJ | PT | MPJ  | AP   | 3P   | LL   | RT  | AS  | BR  | TO  | PPJ  |
| -------- | ------- | -- | -- | ---- | ---- | ---- | ---- | --- | --- | --- | --- | ---- |
| 2008-09  | Heat    | 7  | 0  | 25.4 | .386 | .308 | .765 | 7.3 | 1.0 | 0.3 | 1.0 | 12.1 |
| 2009-10  | Heat    | 5  | 5  | 27.0 | .449 | .500 | .778 | 5.8 | 0.6 | 0.8 | 0.0 | 10.4 |
| 2013-14  | Heat    | 4  | 0  | 5.8  | .500 | .000 | .333 | 1.0 | 0.5 | 0.0 | 0.0 | 2.8  |
| 2015-16  | Rockets | 5  | 0  | 16.0 | .478 | .333 | .857 | 4.2 | 0.6 | 0.2 | 0.0 | 10.4 |
| 2016-17  | Bucks   | 4  | 0  | 12.0 | .350 | .600 | .000 | 2.3 | 0.3 | 0.3 | 0.3 | 4.3  |
| Carreira |         | 25 | 5  | 18.6 | .423 | .385 | .675 | 4.6 | 0.6 | 0.3 | 0.3 | 8.7  |